# Roker Park
L'estadi Roker Park fou un estadi de futbol de la ciutat de Sunderland, a Anglaterra.
Fou inaugurat el 1898 i clausurat el 1997. Fou la seu del club Sunderland A.F.C. durant tots aquests anys. Aquest darrer any el club es traslladà a l'Stadium of Light. La capacitat final de l'estadi fou de 22.500 espectadors, però la seva màxima assistència fou de 75.118. Fou seu de la Copa del Món de Futbol de 1966.

## Referències

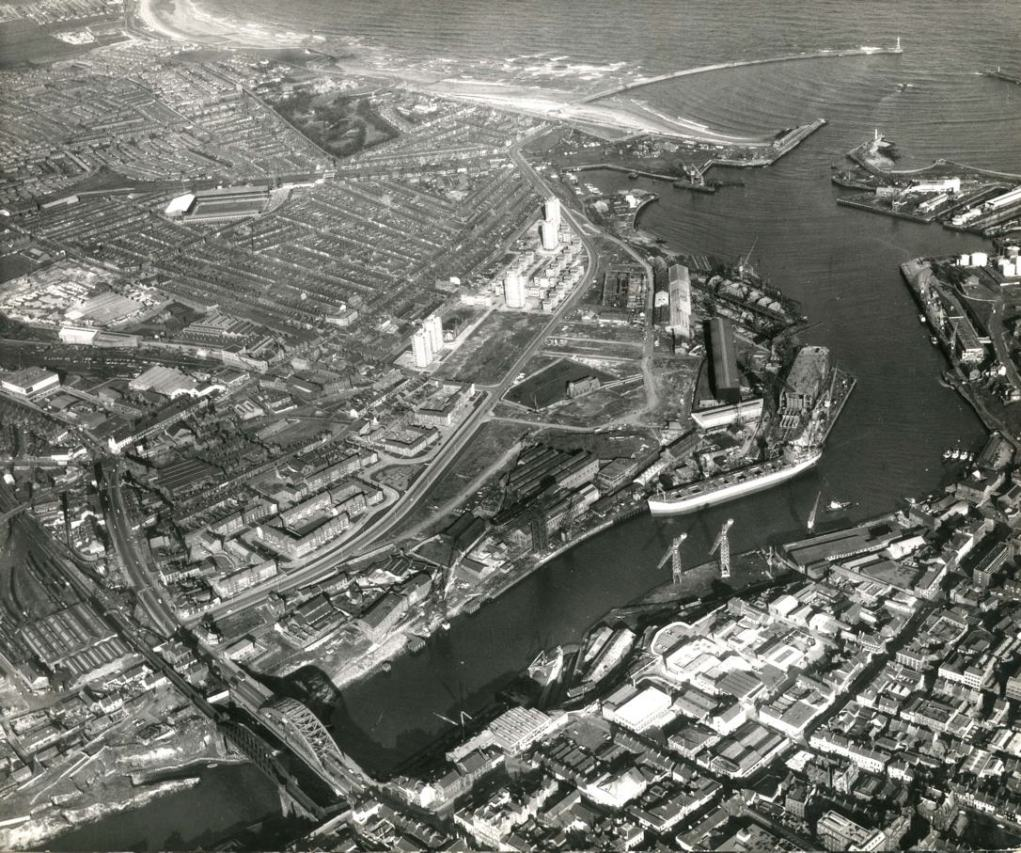
Roker Park (a dalt a l'esquerra) el 1967.